# Benetton B199
O  B199 é o modelo da Benetton na temporada de 1999 da Fórmula 1. Condutores: Giancarlo Fisichella e Alexander Wurz.

## Resultados[2]
(legenda) 
| Ano  | Chassi | Motor             | Pneus | N° | Pilotos              | 1   | 2   | 3   | 4   | 5   | 6   | 7   | 8   | 9   | 10  | 11  | 12  | 13  | 14  | 15  | 16  | Pontos | Posição |  |
| ---- | ------ | ----------------- | ----- | -- | -------------------- | --- | --- | --- | --- | --- | --- | --- | --- | --- | --- | --- | --- | --- | --- | --- | --- | ------ | ------- |  |
|      |        |                   |       |    |                      |     |     |     |     |     |     |     |     |     |     |     |     |     |     |     |     |        |         |  |
|      |        |                   |       |    |                      | AUS | BRA | SMR | MON | ESP | CAN | FRA | GBR | AUT | GER | HUN | BEL | ITA | EUR | MAL | JAP |        |         |  |
| 1999 | B199   | Playlife FB01 V10 | B     | 9  | Giancarlo Fisichella | 4   | Ret | 5   | 5   | 9   | 2   | Ret | 7   | 12† | Ret | Ret | 11  | Ret | Ret | 11  | 14† | 16     | 6°      |  |
| 1999 | B199   | Playlife FB01 V10 | B     | 10 | Alexander Wurz       | Ret | 7   | Ret | 6   | 10  | Ret | Ret | 10  | 5   | 7   | 7   | 14  | Ret | Ret | 8   | 10  | 16     | 6°      |  |

† Completou mais de 90% da distância da corrida.